# Longitarsus zangherii
Longitarsus zangherii es una especie de insecto coleóptero de la familia Chrysomelidae. Fue descrita científicamente en 1968 por Warchalowski.